# Aeonium
Aeonium är ett släkte av fetbladsväxter. Aeonium ingår i familjen fetbladsväxter.

## Bildgalleri

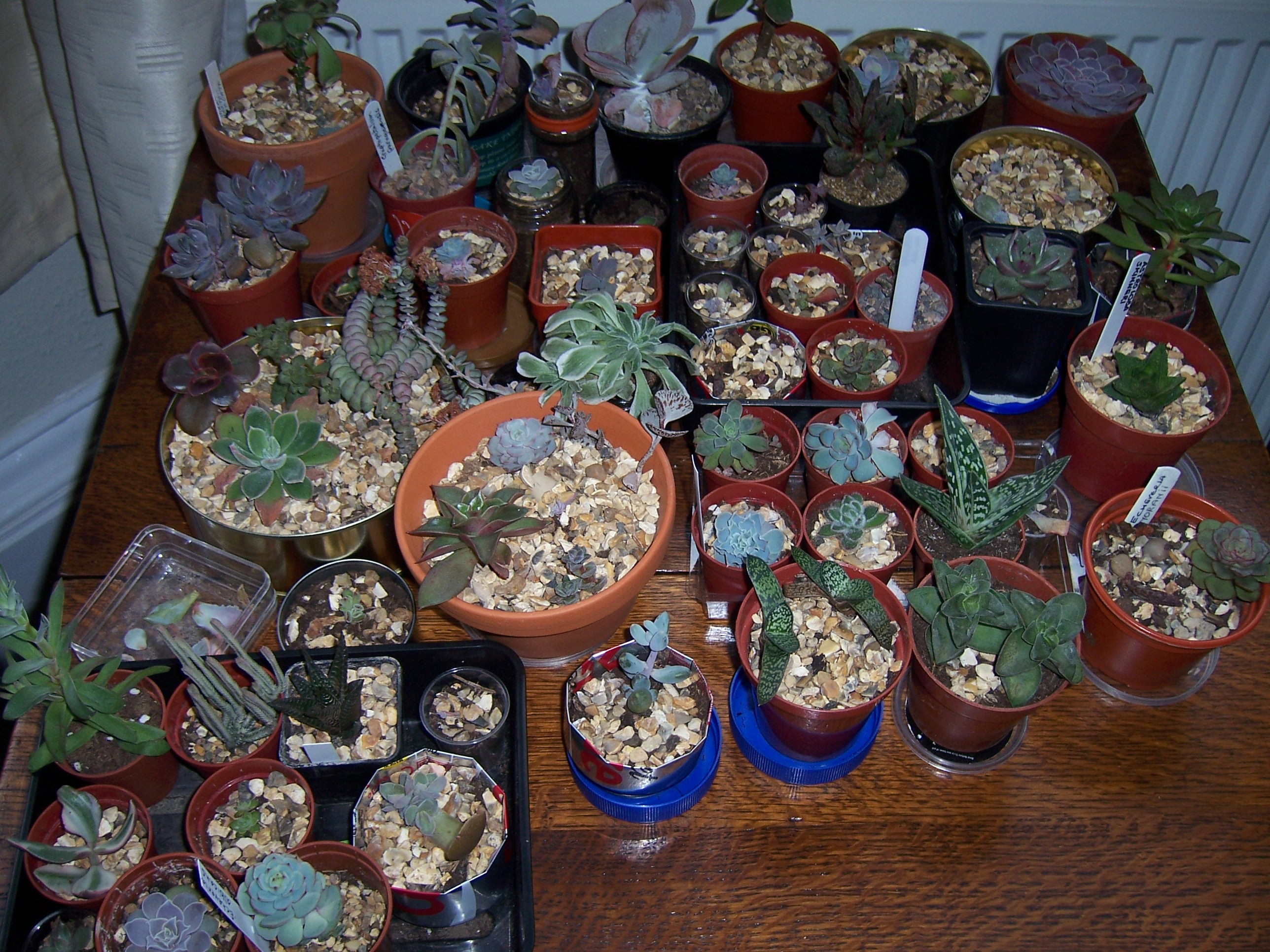
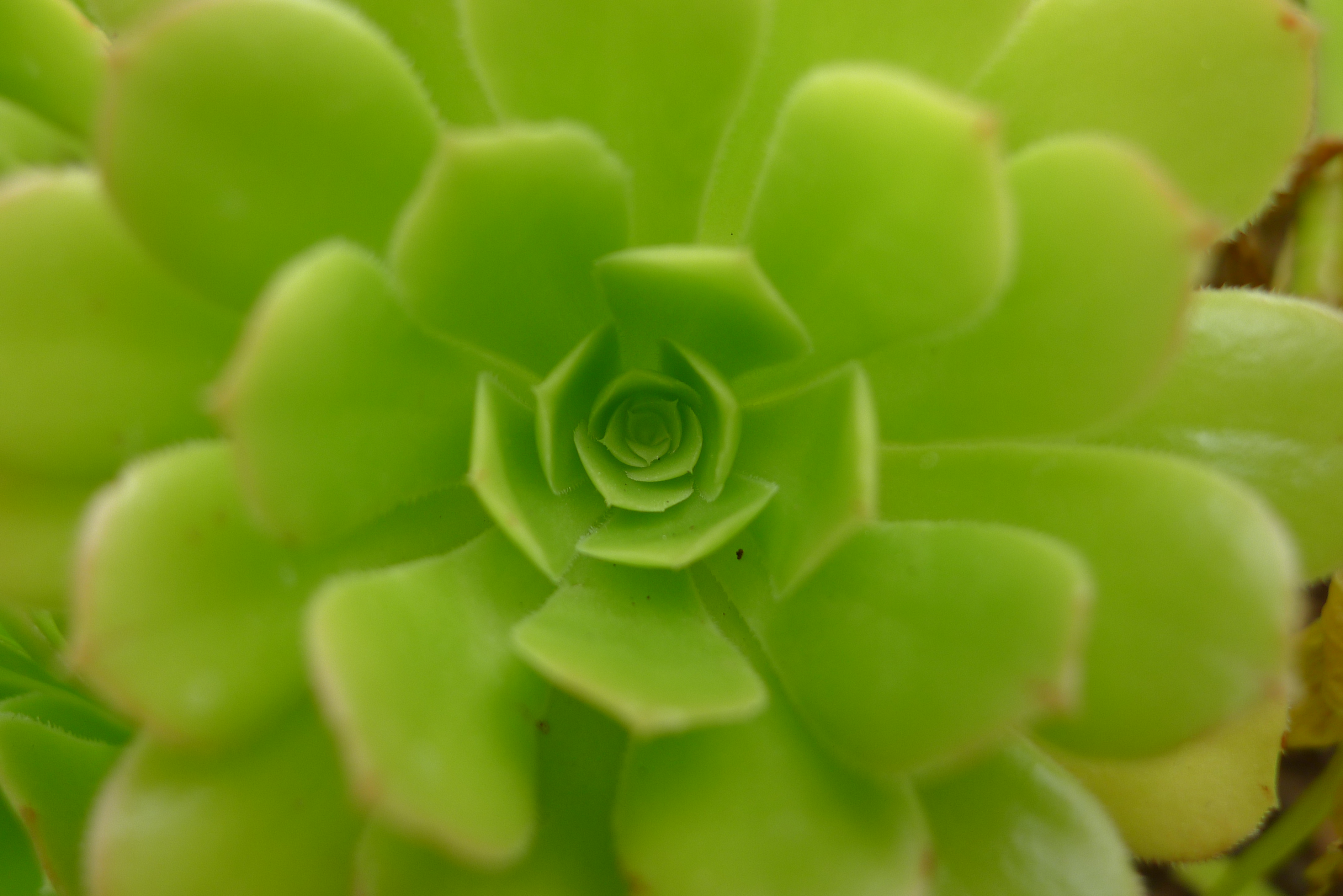
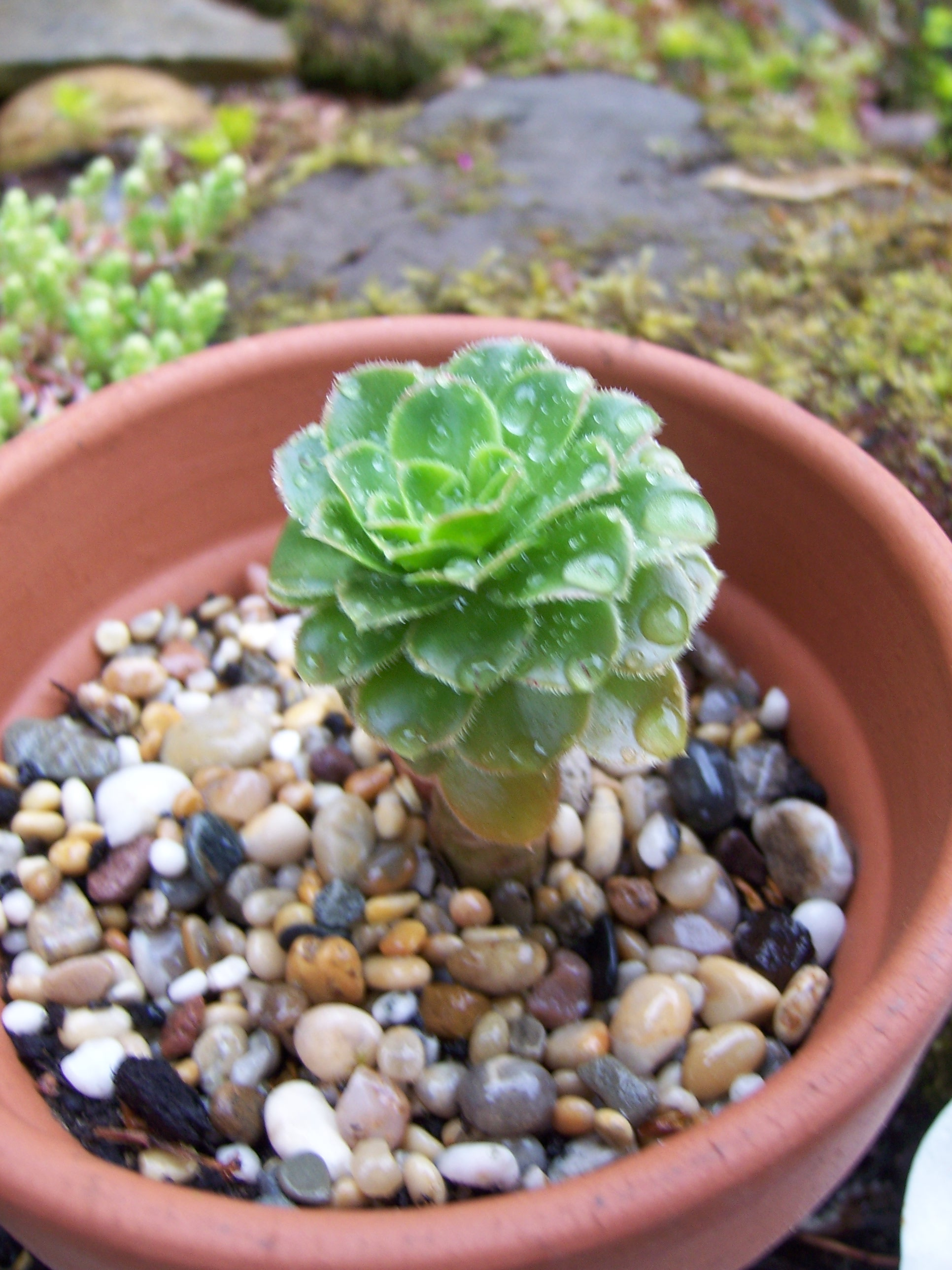
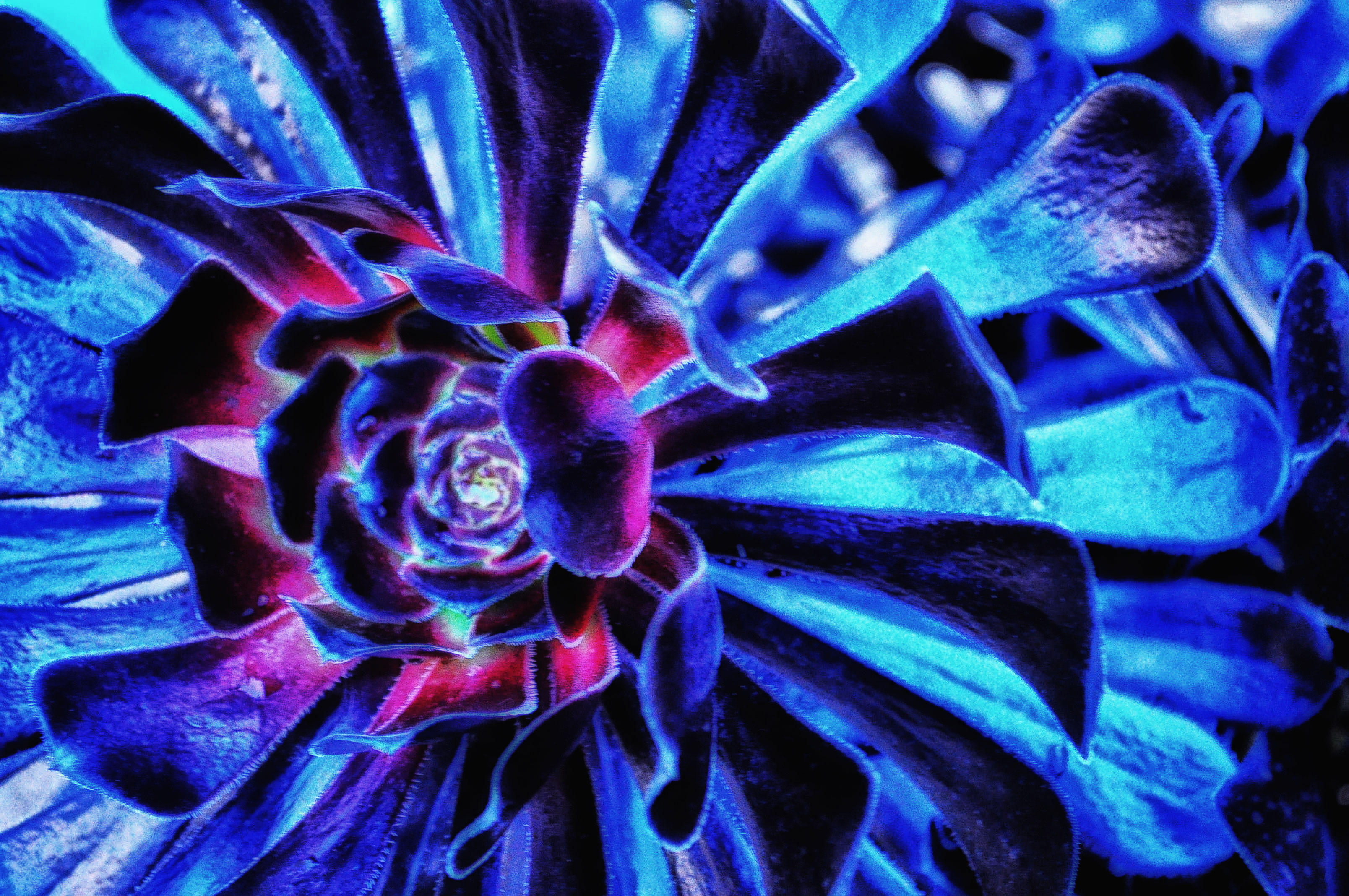
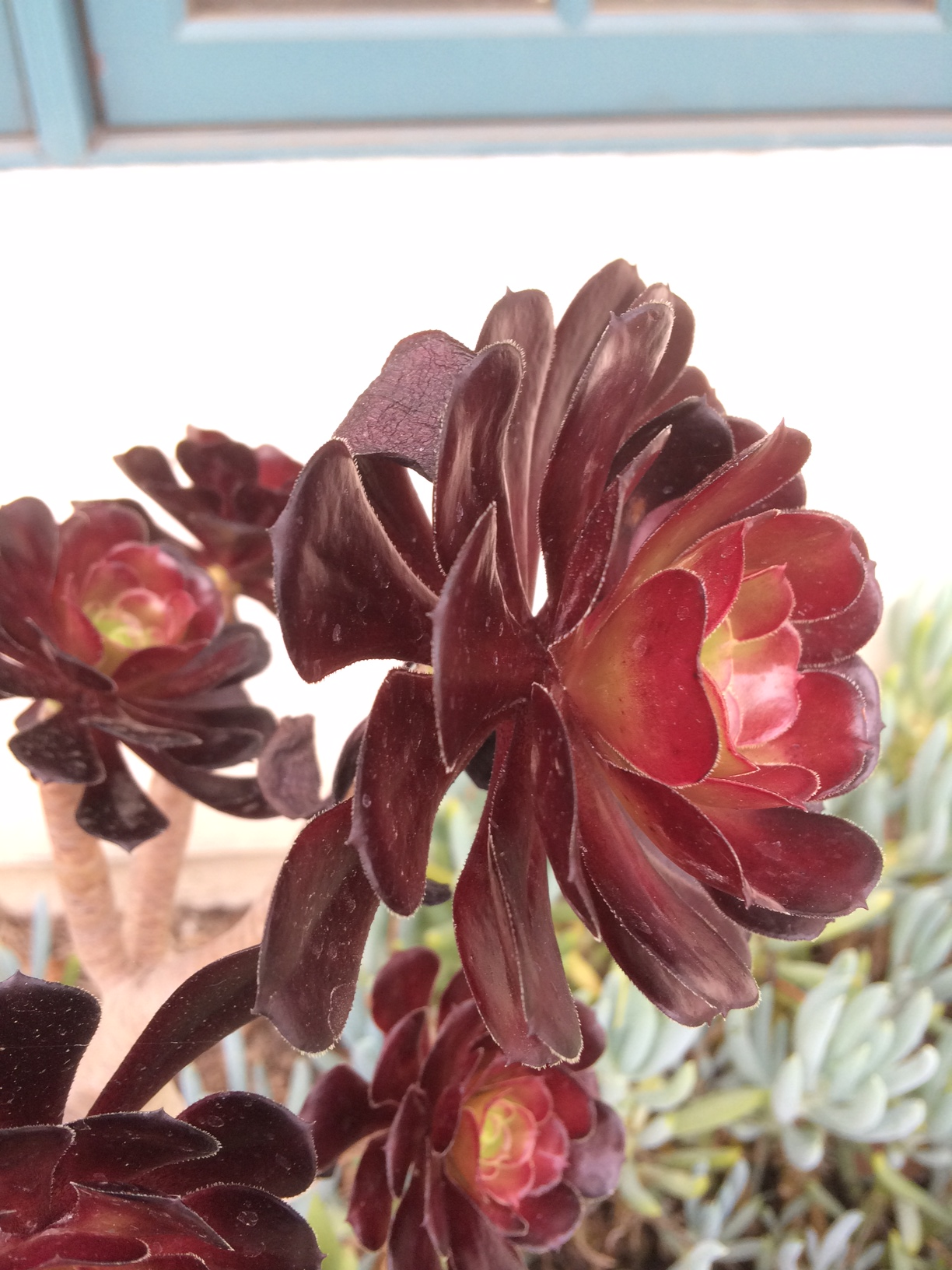
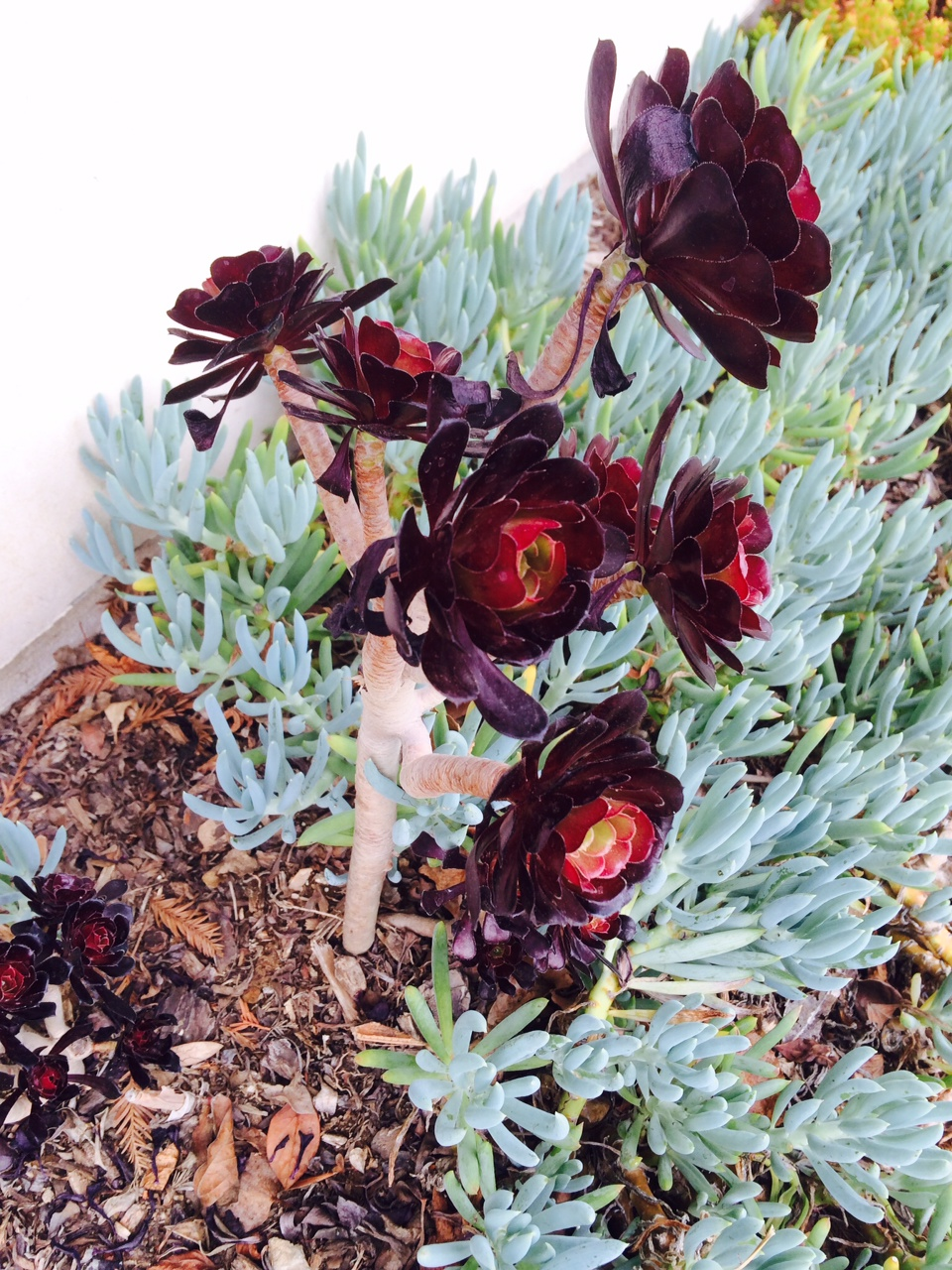

## Dottertaxa tillAeonium, i alfabetisk ordning[1]
- Aeonium aguajilvense
- Aeonium aizoon
- Aeonium anagense
- Aeonium appendiculatum
- Aeonium arboreum
- Aeonium aureozoon
- Aeonium aureum
- Aeonium balsamiferum
- Aeonium banaresii
- Aeonium beltranii
- Aeonium bollei
- Aeonium bornmuelleri
- Aeonium bramwellii
- Aeonium bravoanum
- Aeonium burchardii
- Aeonium cabrerae
- Aeonium canariense
- Aeonium candelariense
- Aeonium casanovense
- Aeonium castellodecorum
- Aeonium castello-paivae
- Aeonium castelloplanum
- Aeonium ciliatum
- Aeonium cilifolium
- Aeonium cuneatum
- Aeonium davidbramwellii
- Aeonium decorum
- Aeonium diplocyclum
- Aeonium dodrantale
- Aeonium edgari
- Aeonium escobarii
- Aeonium glandulosum
- Aeonium glutinosum
- Aeonium gomerense
- Aeonium goochiae
- Aeonium gorgoneum
- Aeonium hawbicum
- Aeonium haworthii
- Aeonium hernandezii
- Aeonium hierrense
- Aeonium holospathulatum
- Aeonium hybridum
- Aeonium isorense
- Aeonium jacobsenii
- Aeonium junoniae
- Aeonium kunkelii
- Aeonium lambii
- Aeonium lancerottense
- Aeonium laxiflorum
- Aeonium lemsii
- Aeonium leucoblepharum
- Aeonium lidii
- Aeonium lindleyi
- Aeonium loartei
- Aeonium lowei
- Aeonium mascaense
- Aeonium meridionale
- Aeonium mixtum
- Aeonium nobile
- Aeonium nogalesii
- Aeonium occidentale
- Aeonium ombriosum
- Aeonium orbelindense
- Aeonium percarneum
- Aeonium perezii
- Aeonium praegeri
- Aeonium proliferum
- Aeonium pseudohawbicum
- Aeonium riosjordanae
- Aeonium robustum
- Aeonium rowleyi
- Aeonium sanctisebastianii
- Aeonium santosianum
- Aeonium saundersii
- Aeonium sedifolium
- Aeonium septentrionale
- Aeonium simsii
- Aeonium smithii
- Aeonium spathulatum
- Aeonium splendens
- Aeonium stuessyi
- Aeonium sventenii
- Aeonium tabulicum
- Aeonium tabuliforme
- Aeonium tenensis
- Aeonium teneriffae
- Aeonium tijarafense
- Aeonium timensis
- Aeonium undulatum
- Aeonium urbicum
- Aeonium valverdense
- Aeonium vegamorai
- Aeonium velutinum
- Aeonium wildpretii
- Aeonium voggenreiteri